# Kościół Przemienienia Pańskiego w Czartowcu
Kościół Przemienienia Pańskiego w Czartowcu – parafialny kościół katolicki w Czartowcu, dawna cerkiew unicka, a następnie prawosławna. 

## Historia

### Okres unicki i prawosławny
Cerkiew greckokatolicka w Czartowcu została ufundowana przez Ludwika Rakowskiego i wzniesiona w latach 1848-1855. 
Po likwidacji unickiej diecezji chełmskiej parafia w Czartowcu przeszła do Rosyjskiego Kościoła Prawosławnego. Prawosławni wykończyli wnętrze obiektu i wykonali jego dach. Do 1919 cerkiew należała do dekanatu tomaszowskiego I eparchii chełmsko-warszawskiej, a następnie eparchii chełmskiej.

### Okres katolicki po I wojnie światowej
W 1919 cerkiew w Czartowcu została zrewindykowana na rzecz Kościoła rzymskokatolickiego i 10 sierpnia 1922 stała się świątynią erygowanej przez biskupa lubelskiego Mariana Fulmana parafii łacińskiej.

### Okres prawosławny w trakcie II wojny światowej
W 1943 obiekt został ponownie przekazany prawosławnym. W 1944 proboszcz parafii prawosławnej w Czartowcu ks. Piotr Ohryzko został siłą wyprowadzony z cerkwi i zamordowany na terenie wsi przez oddział polskiej partyzantki, lub przez oddział partyzantki radzieckiej podszywający się pod formację polską. 

### Okres katolicki po II wojnie światowej
Po II wojnie światowej świątynia ponownie stała się własnością katolików. W 1948 wzniesiono przy niej dzwonnicę, w 1953 - wieżę, w latach 1966-1968 przeprowadzono gruntowną renowację całego obiektu. 

## Architektura
Kościół wzniesiony jest z cegły. Jest to budowla trójdzielna z prostokątną nawą, zbliżonym do kwadratu przedsionkiem i trzyczęściowym prezbiterium.